# Parlament Demokratycznej Republiki Konga
Parlament Demokratycznej Republiki Konga (fr. Parlement de la République démocratique du Congo) - główny organ władzy ustawodawczej w Demokratycznej Republice Konga. Ma charakter bikameralny i składa się ze Zgromadzenia Narodowego oraz Senatu. 
Zgromadzenie Narodowe liczy 500 członków, wybieranych na pięcioletnią kadencję i pochodzących z wyborów bezpośrednich. Kadencja 108-osobowego Senatu również liczy pięć lat, ale jego członkowie wybierani są przez zgromadzenia poszczególnych prowincji. Dodatkowo dożywotnimi senatorami są z urzędu byli prezydenci Demokratycznej Republiki Konga (obecnie przepis ten nie ma zastosowania, ponieważ nie ma żadnego żyjącego byłego prezydenta).